# عين الشعير
عين الشعير هي جماعة قروية في إقليم فجيج بجهة الشرق، تقع على الطريق الوطنية رقم 10، وتحدها جنوباً الحدود الجزائرية المغربية، وتبعد عين الشعير عن مدينة بوعرفة بـ 65 كلم، وتضم 1554 نسمة، حسب الإحصاء العام للسكان والسكنى لسنة 2014.

## التسمية
يعود أصل تسمية عين الشعير إلى أسماء عديدة إشتهرت بها، إذ عرفت في البداية باسم عين بني مغيث نسبة إلى الولي الصالح الراقد بالقرب من حقول الواحة المترامية الأطراف، ثم أصبحت القرية تعرف باسم العين البيضاء نسبة إلى العين المحيطة بأكوام من التراب الأبيض اللون والتي تسقى منها الواحة، ليستقر اسم المنطقة أخيراً على اسم عين الشعير الذي ظلت تعرف به حتى الآن وذلك نسبة للكمية الوفيرة والهائلة من الشعير الذي تنتجه الواحة.

## تاريخ
خلال الفترة ما بين سنة 1832 وسنة 1850، تمكن الجيش الفرنسي من السيطرة على الصحراء الجزائرية، لكن هذا لم يمنعه من الإصطدام بمواجهات مسلحة مع قبائل الجنوب الغربي للتراب الجزائري المحادي للحدود مع المغرب، الأمر يتعلق بقبيلتي ذوي منيع، وسيد الشيخ بن الطيب التي يتحدر منها الشيخ بوعمامة أيقونة النضال الجزائري ضد الإستعمار الفرنسي. لقد أدى التحالف القائم بين هذه القبائل الجزائرية وقبيلة عين الشعير بقيادة الشيخ عبد الله أوعلي، خال والد الجنرال أوفقير، إلى دعم الجهاد الجزائري ضد الإستعمار الفرنسي بالجزائر، بل إن القبائل الجزائرية المناهضة للإستعمار كانت تعتبر منطقة عين الشعير قاعدة خلفية للتزود بالماء والسلاح.
قامت قبيلة عين الشعير بمقاومة القوات الفرنسية في عدة معارك، أبرزها حملة الجنرال الفرنسي فيبفين سنة 1870، حيث هاجمت القوات الفرنسية منطقة واد كير القريبة من عين الشعير، وحاصرت قصبة عين الشعير لكنها لم تتمكن من إقتحام القصر، وتجددت المواجهات من جديد في سنة 1887 بين القوات الفرنسية وقبيلة عين الشعير، لكن مرة أخرى لم تتمكن القوات الفرنسية من إقتحام قصر عين الشعير، بل وإنها فقدت كولونيلا في الجيش الفرنسي يدعى سرطيل.
في سنة 1903، قام عبد الله أوعلي وهو الذي كان شيخ قبيلة عين الشعير، بإقتراح اسم محمد بن قدور بن الفقير (والد الجنرال محمد أوفقير) ليخلفه على مشيخة القبيلة، بعد أن سئل عمن يقترحه لخلافته، ورغم صغر سن محمد بن قدور بن الفقير، والذي لم يكن يتجاوز حينها 20 سنة فقد قبل به أفراد القبيلة شيخا على قبيلتهم، لكونه كان من بين أهم مستشاري الشيخ عبد الله أوعلي، كما أنه كان عضوا في مجلس الجماعة ممثلا لآل آيت أوفقير، وقد تعزز هذا القرار بظهير سلطاني موقع من طرف الحسن الأول، حين أكد على قيادة القبيلة من طرف 5 إخوة من عائلة أوفقير.
في سنة 1908، قام الجنرال ليوطي الذي كان آنذاك قائداً للقوات الفرنسية في الجزائر، بالتوجه إلى عين الشعير حاملاً ظهيراً من السلطان المولى عبد الحفيظ يعين بمقتضاه الشيخ محمد بن قدور بن الفقير، قائداً على منطقة بوذنيب، لضمان ولاء قبيلة عين الشعير وتوقفها عن مهاجمة القوات الفرنسية.
في سنة 2007، لفتت قرية عين الشعير، إنتباه الرأي العام الوطني والدولي إليها، بعد حادث نزوح 35 شابا نحو الجزائر. وقد كان النزوح بمثابة ورقة ضغط من أجل إثارة الانتباه إلى عدد من المشاكل التي كانت تتخبط فيها القرية، وأبرزها البطالة وبعد الإدارة عنهم، حيث كانوا تابعين إلى قيادة بوعنان، وعدم تنفيذ حكم قضائي صدر منذ الثمانينيات لصالح قبيلة عين الشعر بخصوص أراض متنازع عليها مع أشخاص من جماعة بني كيل، إلى جانب المطالبة بترقية قريتهم إلى جماعة قروية لتوفرها على معايير ذلك.
في سنة 2008، استجابت السلطات المحلية لمطالب السكان، وتم إحداث الجماعة القروية عين الشعير، في المرسوم رقم 2.08.520 الصادر في 28 أكتوبر 2008 بالجريدة الرسمية، والمتعلق بتحديد قائمة الدوائر والقيادات والجماعات الحضرية والقروية بالمملكة وعدد الأعضاء الواجب إنتخابهم في مجلس كل جماعة.
في سنة 2011، تم إحداث قيادة عين الشعير.